# Kenny MacAskill
Kenneth Wright MacAskill, né le 28 avril 1958 à Édimbourg, est un homme politique écossais qui est député pour East Lothian de 2019 à 2024. 
Il est auparavant secrétaire du Cabinet pour la justice de 2007 à 2014 et membre du Parlement écossais (MSP) de 1999 à 2016. Ancien membre du Parti national écossais (SNP), il fait défection au Parti Alba en 2021.
MacAskill étudie le droit à l'Université d'Édimbourg et est associé principal dans un cabinet d'avocats de la ville. Il est un membre de longue date du Comité exécutif national du SNP et est trésorier et vice-président, avant d'être élu aux élections du Parlement écossais en 1999. Il est président du comité de la législation subordonnée du Parlement écossais de 1999 à 2001.
À la suite de la victoire du SNP en 2007, MacAskill est nommé secrétaire du Cabinet pour la justice du gouvernement écossais. Dans ce poste, il supervise le transfert controversé du terroriste condamné Abdelbaset Ali Mohmed Al Megrahi vers sa Libye natale. MacAskill quitte ses fonctions en novembre 2014 lors du remaniement ministériel qui suit la nomination de Nicola Sturgeon au poste de premier ministre d'Écosse.
Après s'être désisté aux élections du Parlement écossais de 2016, MacAskill est élu député d'East Lothian aux élections générales de 2019, remportant le siège auparavant travailliste de Martin Whitfield. En mars 2021, il fait défection du SNP au Parti Alba.
Aux élections législatives écossaises de 2021, il se présente sur la liste régionale de Lothian pour le parti Alba, mais ni lui ni son parti n'ont réussi à obtenir un siège.

## Jeunesse et début carrière
MacAskill est né à Édimbourg et fait ses études à la Linlithgow Academy avant d'étudier le droit à l'Université d'Édimbourg, où il obtient un LLB (Hons). Après avoir terminé sa formation dans une entreprise à Glasgow, il crée Erskine MacAskill.
Il se fait connaître au sein du SNP grâce à ses activités dans le groupe 79 de gauche et devient un responsable du parti. Dans les années 1980, il mène la campagne "Can't Pay, Won't Pay" en opposition à la Poll tax. Il est largement connu qu'il est souvent en désaccord politique avec Alex Salmond, chef du SNP dans les années 1990, et il est à un moment considéré comme appartenant au camp fondamentaliste du SNP, étant perçu comme un allié de personnalités telles que Jim Sillars (en) et Alex Neil au sein du parti.

## Membre du Parlement écossais (1999-2016)
Après que MacAskill est devenu membre du MSP en 1999 lors de la création du Parlement écossais, élu de liste régionale pour les Lothians, il modère sa position politique, considérant le développement du Parlement écossais comme la voie la plus réalisable pour que l'Écosse devienne un État-nation indépendant. À cet égard, il est considéré comme ayant adopté une approche graduelle de l'indépendance écossaise à la place de sa précédente position fondamentaliste. Il est l'un des plus proches partisans de l'ancien chef du SNP, John Swinney.
En 2004, après la démission de John Swinney en tant que chef du parti SNP, Kenny MacAskill soutient le ticket à la direction conjointe d'Alex Salmond et Nicola Sturgeon. Il a initialement eu l'intention de se présenter lui-même au poste de chef adjoint sur un ticket commun avec Nicola Sturgeon, qui aurait sollicité le leadership. Il cède lorsque Salmond reconsidère sa décision antérieure de ne pas se faire réélire à la direction. Lors de leur élection respectivement en tant que chef et chef adjoint, MacAskill est choisi pour être chef adjoint du SNP au Parlement écossais. Il sert dans le cabinet fantôme du SNP en tant que ministre fantôme de l'entreprise et de l'apprentissage tout au long de la vie de 2001 à 2003, ministre fantôme des transports et des télécommunications de 2003 à 2004 et ministre fantôme de la justice de 2004 à 2007.
MacAskill est l'auteur d'un livre, Building a Nation – Post Devolution Nationalism in Scotland, qui est publié lors de la conférence annuelle du SNP en 2004 à Inverness. Il publie ensuite un autre livre Agenda for a New Scotland – Visions of Scotland 2020, et co-écrit Global Scots – Voices From Afar avec l'ancien premier ministre Henry McLeish.

### Secrétaire de Cabinet pour la Justice (2007-2014)
Pour les élections législatives écossaises de 2007, MacAskill est en tête de liste du parti SNP pour la région de Lothians. Il se présente dans la circonscription d'Édimbourg-Est et de Musselburgh, remportant ce siège sur le Parti travailliste écossais avec une oscillation de 13,3% pour donner une majorité de 1 382 voix. C'est la première fois que le SNP remporte un siège parlementaire à Édimbourg. Après la victoire du SNP aux élections législatives écossaises de 2007, MacAskill devient le secrétaire du Cabinet pour la justice.
L'un des premiers actes de MacAskill en tant que secrétaire de cabinet est de lever l'interdiction de la vente d'alcool lors des matchs internationaux de rugby à XV organisés au Murrayfield Stadium.
MacAskill remporte les élections dans une circonscription redessinée d'Edinburgh Eastern lors des élections du Parlement écossais de 2011. Malgré un déficit théorique de 550 voix : MacAskill remporte plus de 2000 voix.
Le 19 août 2009, MacAskill rejette une demande de la Libye de leur transférer Abdelbaset Ali Mohmed Al Megrahi, reconnu coupable de l'Attentat de Lockerbie qui a tué 270 personnes, reconnaissant que «les familles américaines et le gouvernement avaient une attente ou ont été amenés à croire qu'il n'y aurait pas de transfert de prisonniers.". Le lendemain, le 20 août, MacAskill autorise la libération d'al-Megrahi pour des motifs humanitaires. Megrahi a purgé 8 ans et demi d'une peine d'emprisonnement à perpétuité, mais a développé un cancer de la prostate en phase terminale. Le secrétaire à la Justice a le pouvoir discrétionnaire d'ordonner une telle libération, et MacAskill assume l'entière responsabilité de la décision. Megrahi est décédé le 20 mai 2012. Aux États-Unis, d'où provenaient 180 des 270 victimes, la décision rencontre une large hostilité. Des personnalités politiques, dont le président Barack Obama et la secrétaire d'État Hillary Clinton se prononcent contre.
Le Parlement écossais est rappelé de ses vacances d'été, pour la troisième fois depuis sa création, pour recevoir une déclaration et interroger MacAskill. Les partis d'opposition au Parlement écossais adoptent des amendements critiquant la décision et la façon dont elle a été prise, mais aucune motion de confiance envers MacAskill ou le gouvernement écossais n'est déposée.
Après la réélection de MacAskill au Parlement écossais en 2011, un partisan du SNP déclare que la décision a été mentionnée par très peu d'électeurs pendant la campagne électorale.

## Député à Westminster
MacAskill est choisi comme candidat du SNP pour East Lothian aux élections générales britanniques de 2019. Il est élu, renversant une majorité de 3 083 voix et battant Martin Whitfield du Labour.
En avril 2020, MacAskill demande la scission du poste de Lord Advocate – de la même manière que dans le système anglais et gallois du procureur général pour la juridiction d’Angleterre-et-Galles et du directeur des poursuites publiques – en réponse au procès de l'ancien premier ministre écossais Alex Salmond, pour éviter les conflits d'intérêts potentiels.
En février 2020, MacAskill écrit Radical Scotland – Uncovering Scotland's radical history – from the French Revolutionary era to the 1820 Rising, publié par Biteback.
Après le lancement du Parti Alba en mars 2021, avant les élections au Parlement écossais de 2021, MacAskill annonce qu'il quitte le SNP pour rejoindre Alba, faisant de lui leur premier député en exercice. Le SNP l'appelle à démissionner et à déclencher une élection partielle.
Depuis qu'il a rejoint le parti Alba, MacAskill n'a pas voté à la Chambre des communes.
Le 13 juillet 2022, il est nommé par le Speaker de la chambre pour avoir refusé d'appliquer son ordre de sortir de la Chambre après qu'il a déclenché des chahuts contre le Premier ministre au début de la séance des Questions au Premier ministre (PMQs). De ce fait il est suspendu pour cinq jours de la chambre. Les chahuts ont été déclenchés par lui et Neale Hanvey, les deux protestant contre le refus d'accorder un deuxième référendum sur l'indépendance écossaise.

## Vie privée
MacAskill vit à Moray, où il a une maison, et il possède également un appartement dans sa circonscription, East Lothian. Il a deux fils.